# Aliszer Kudratow
Aliszer Kudratow (ur. 11 stycznia 1986 w Safeddarze, Tadżycka SRR) – tadżycki narciarz alpejski.
Jego trenerem od 1997 roku jest Ibodullo Kurbonow. W kadrze oraz w zawodach pod egidą Międzynarodowej Federacji Narciarskiej zadebiutował w kwietniu 2006 roku w Iranie. Swój najlepszy do tej pory (2020) rezultat w Pucharze Świata osiągnął w 2011 roku w Kazachstanie, gdzie zajął 11. miejsce, natomiast jego najlepszym osiągnięciem sportowym jest zajęcie ósmego miejsca na mistrzostwach krajowych w slalomie w 2009 i 2013 roku.
Chorąży reprezentacji Tadżykistanu podczas ceremonii otwarcia Zimowych Igrzysk Olimpijskich 2010, a także Zimowych Igrzysk Olimpijskich 2014. W tych ostatnich igrzyskach był również uczestnikiem.